# Neptis nysiades
Neptis nysiades är en fjärilsart som beskrevs av William Chapman Hewitson 1868. Neptis nysiades ingår i släktet Neptis och familjen praktfjärilar. Inga underarter finns listade i Catalogue of Life.

## Bildgalleri

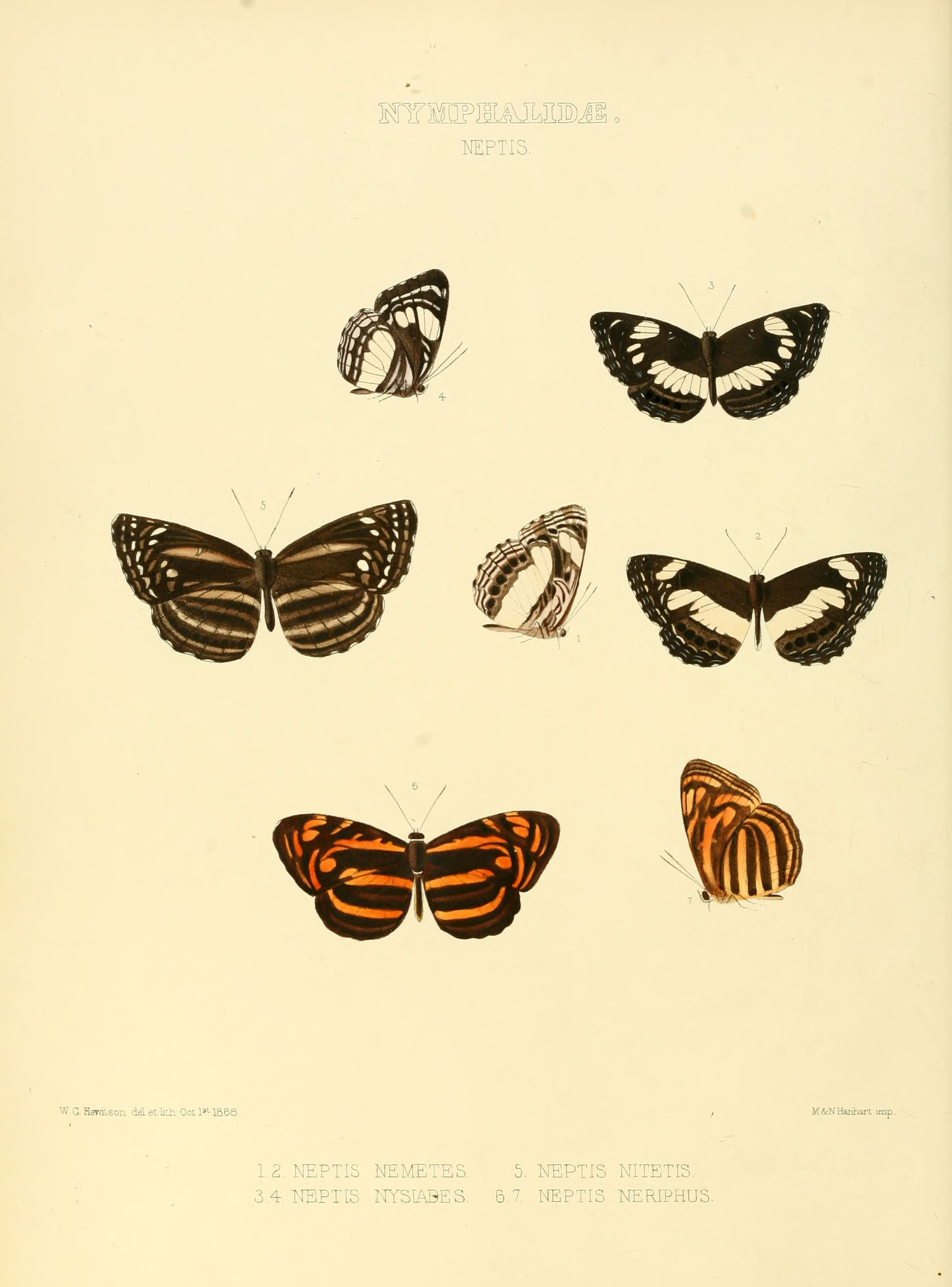